# Oddelek za zunanje zadeve
Oddelek za zunanje zadeve je izraelska vojaška obveščevalna služba, ki deluje v sklopu Cahala.

## Zgodovina
Služba je bila ustanovljena leta 1974 na ukaz izraelskega predsednika vlade Jicaka Rabina.

## Organizacija
- SIM - podpira osvobodilna gibanja v Siriji, Iranu, Iraku,...
- RESH - odnosi s prijateljskimi obveščevalnimi silami (npr. z BOSSom)
- Zveze s tujino - pokriva izraelske vojaške atašeje in osebje oddelka za zunanje zadeve v tujini
- Obveščevalna dvanajst - povezava z Mosadom